# Ферв'ю № 136
Ферв'ю № 136 (англ. Fairview No. 136) — муніципальний район в Канаді, у провінції Альберта.

## Населення
За даними перепису 2016 року, муніципальний район нараховував 1604 жителів, показавши скорочення на 4,1%, порівняно з 2011-м роком. Середня густина населення становила 1,2 осіб/км².
З офіційних мов обидвома одночасно володіли 30 жителів, тільки англійською — 1 575. Усього 100 осіб вважали рідною мовою не одну з офіційних, з них 5 — одну з корінних мов, а 15 — українську.
Працездатне населення становило 74,2% усього населення, рівень безробіття — 9,5% (12,7% серед чоловіків та 5% серед жінок). 66,8% були найманими працівниками, 32,1% — самозайнятими.
Середній дохід на особу становив $51 729 (медіана $40 619), при цьому для чоловіків — $64 258, а для жінок $38 036 (медіани — $55 168 та $30 528 відповідно).
33,7% мешканців мали закінчену шкільну освіту, не мали закінченої шкільної освіти — 23,5%, 43,1% мали післяшкільну освіту, з яких 18,2% мали диплом бакалавра, або вищий.
| Статево-вікова структура населення | Статево-вікова структура населення | Статево-вікова структура населення | Статево-вікова структура населення | Статево-вікова структура населення |
| ---------------------------------- | ---------------------------------- | ---------------------------------- | ---------------------------------- | ---------------------------------- |
|                                    |                                    |                                    |                                    |                                    |
| Всього                             | Всього                             | 52,8%47,2%                         |                                    |                                    |
| 0 — 14 років                       | 0 — 14 років                       |                                    | 20,9%                              | 20,9%                              |
| 15 — 64 років                      | 15 — 64 років                      |                                    | 65%                                | 65%                                |
| 65 і більше                        | 65 і більше                        |                                    | 14,1%                              | 14,1%                              |
| 85 і більше                        | 85 і більше                        |                                    | 0,9%                               | 0,9%                               |
| Середній вік (років)               | Середній вік (років)               | 39,339,4                           | 39,4                               | 39,4                               |
| Медіана (років)                    | Медіана (років)                    | 42,241,9                           | 42,0                               | 42,0                               |
| — чоловіки — жінки                 |                                    |                                    |                                    |                                    |

| Походження мешканців:     | Походження мешканців:     | Походження мешканців: | Походження мешканців: | Походження мешканців: |
| ------------------------- | ------------------------- | --------------------- | --------------------- | --------------------- |
| Походження                |                           |                       | осіб                  | %                     |
| Корінні американці        | Корінні американці        |                       | 205                   | 12.77%                |
| Інше північноамериканське | Інше північноамериканське |                       | 530                   | 33.02%                |
| Європейське               | Європейське               |                       | 1 390                 | 86.6%                 |
| британське                | британське                |                       | 755                   | 47.04%                |
| французьке                | французьке                |                       | 270                   | 16.82%                |
| українське                | українське                |                       | 265                   | 16.51%                |
| Карибське                 | Карибське                 |                       | 10                    | 0.62%                 |
| Азійське                  | Азійське                  |                       | 15                    | 0.93%                 |
| Океанійське               | Океанійське               |                       | 10                    | 0.62%                 |

| Зайнятість населення за галузями (за класифікацією NOC): | Зайнятість населення за галузями (за класифікацією NOC): | Зайнятість населення за галузями (за класифікацією NOC): | Зайнятість населення за галузями (за класифікацією NOC): | Зайнятість населення за галузями (за класифікацією NOC): |
| -------------------------------------------------------- | -------------------------------------------------------- | -------------------------------------------------------- | -------------------------------------------------------- | -------------------------------------------------------- |
|                                                          |                                                          |                                                          |                                                          |                                                          |
| Управління                                               | Управління                                               |                                                          | 19,7%                                                    | 19,7%                                                    |
| Бізнес, фінанси та адміністрування                       | Бізнес, фінанси та адміністрування                       |                                                          | 12,8%                                                    | 12,8%                                                    |
| Природничі та прикладні науки                            | Природничі та прикладні науки                            |                                                          | 3,2%                                                     | 3,2%                                                     |
| Охорона здоров'я                                         | Охорона здоров'я                                         |                                                          | 7,4%                                                     | 7,4%                                                     |
| Освіта, правозахист, муніципальні та урядові служби      | Освіта, правозахист, муніципальні та урядові служби      |                                                          | 5,3%                                                     | 5,3%                                                     |
| Мистецтво, культура, відпочинок та спорт                 | Мистецтво, культура, відпочинок та спорт                 |                                                          | 2,1%                                                     | 2,1%                                                     |
| Роздрібна торгівля та послуги                            | Роздрібна торгівля та послуги                            |                                                          | 11,2%                                                    | 11,2%                                                    |
| Гуртова торгівля, транспорт та обладнання                | Гуртова торгівля, транспорт та обладнання                |                                                          | 21,8%                                                    | 21,8%                                                    |
| Природні ресурси, сільське господарство                  | Природні ресурси, сільське господарство                  |                                                          | 15,4%                                                    | 15,4%                                                    |
| Виробництво                                              | Виробництво                                              |                                                          | 1,1%                                                     | 1,1%                                                     |

## Населені пункти
До складу муніципального району входить містечко Ферв'ю, а також хутори, інші малі населені пункти та розосереджені поселення.

## Клімат
Середня річна температура становить 0,9°C, середня максимальна – 20,8°C, а середня мінімальна – -23,3°C. Середня річна кількість опадів – 462 мм.
| Клімат поселення                              | Клімат поселення | Клімат поселення | Клімат поселення | Клімат поселення | Клімат поселення | Клімат поселення | Клімат поселення | Клімат поселення | Клімат поселення | Клімат поселення | Клімат поселення | Клімат поселення | Клімат поселення |
| Показник                                      | Січ.             | Лют.             | Бер.             | Квіт.            | Трав.            | Черв.            | Лип.             | Серп.            | Вер.             | Жовт.            | Лист.            | Груд.            |                  |
| Середній максимум, °C                         | −9,86            | −6,34            | −0,5             | 10,07            | 16,52            | 20,60            | 20,75            | 19,66            | 14,74            | 8,62             | −2,85            | −9,61            |                  |
| Середня температура, °C                       | −16,6            | −13,08           | −7,2             | 3,34             | 9,79             | 13,86            | 15,64            | 14,56            | 9,62             | 3,50             | −7,98            | −14,72           |                  |
| Середній мінімум, °C                          | −23,34           | −19,81           | −13,98           | −3,39            | 3,05             | 7,14             | 10,50            | 9,43             | 4,49             | −1,63            | −13,1            | −19,86           |                  |
| Норма опадів, мм                              | 31               | 21               | 19               | 20               | 42               | 75               | 74               | 59               | 37               | 30               | 30               | 24               |                  |
| Середньомісячна швидкість вітру, м/с          | 3.75             | 3.70             | 3.75             | 4.00             | 4.00             | 3.80             | 3.30             | 3.30             | 3.70             | 4.13             | 3.70             | 3.90             |                  |
| Середньомісячна сонячна радіація, кДж/м²·день | 2450             | 5743             | 11219            | 16721            | 20041            | 21661            | 21237            | 17353            | 11301            | 6102             | 2831             | 1668             |                  |
| --------------------------------------------- | ---------------- | ---------------- | ---------------- | ---------------- | ---------------- | ---------------- | ---------------- | ---------------- | ---------------- | ---------------- | ---------------- | ---------------- | ---------------- |
| Джерело:                                      |                  |                  |                  |                  |                  |                  |                  |                  |                  |                  |                  |                  |                  |